# Tanandava Sud
Pour les articles homonymes, voir Tanandava.
Tanandava Sud est une commune urbaine malgache située dans la partie sud-ouest de la région d'Anosy.